# An-Nusrat Islamischer Wohlfahrtsverband
An-Nusrat Islamischer Wohlfahrtsverband (النصرت, DMG an-nuṣrat ‚die Hilfe‘) ist ein auf Bundesebene agierender Wohlfahrtsverband, der im Rahmen eines Projektes der Deutschen Islamkonferenz durch die Ahmadiyya Muslim Jamaat Deutschland KdöR 2018 gegründet wurde. Der als gemeinnützig anerkannte Verband hat die Rechtsform eines eingetragenen Vereins, dem mehrere Regionalvereine auf Landesebene angehören. Ziel des Wohlfahrtsverbandes ist es nach islamischem Selbstverständnis soziale Arbeit für Menschen unabhängig von Alter, Geschlecht und Religionszugehörigkeit anzubieten.

## Gründungsgeschichte
In der dritten Phase der Deutschen Islamkonferenz, bei der erstmals auch die Ahmadiyya Muslim Jamaat (AMJ) eingeladen war, lag der Schwerpunkt auf der islamischen Wohlfahrtspflege und Seelsorge. Im Rahmen dieser Phase, die bis 2017 andauerte, wurden von der AMJ zwei Bundesprojekte umgesetzt, die die Wohlfahrtspflege in den Fokus nahmen: Zum einen SUEM-DIK, zusammen mit IGBD, VIKZ und ZRMD, zunächst unter der Trägerschaft der DITIB, ab 2017 unter der Trägerschaft des Goethe-Instituts, gefördert durch das Bundesinnenministerium, zum anderen das bundesweite „Empowermentprojekt zur Wohlfahrtspflege mit den DIK-Verbänden“, gefördert durch das BMFSFJ. Beide Projekte hatten das Ziel, den Strukturaufbau zu fördern bzw. die verbandlichen Strukturen anzupassen.
Als Folge davon gründete die AMJ als erste und bislang einzige Islamische Organisation in Deutschland mit dem Körperschaftsstatus Ende 2018 einen eigenständigen Wohlfahrtsverband, um die Soziale Arbeit von der Theologie zu trennen. Damit ist An-Nusrat de facto der erste bundesweit agierende islamische Wohlfahrtsverband, der ähnlich wie die Diakonie und Caritas oder der Zentralwohlfahrtsstelle der Juden in Deutschland von einer konfessionellen Vereinigung getragen wird.

## Angebotsspektrum
Laut Eigendarstellung ist An-Nusrat bestrebt, eigene soziale Einrichtungen in der Kinder- und Jugendhilfe, Altenpflege und Seelsorge zu betreiben, und bietet in Frankfurt mehrere Beratungsstellen an. Dazu gehören neben einer Schuldnerberatung, Anti-Diskriminierungsstelle und Frauenberatungsstelle auch (digitale) Nachhilfezentren. Als Träger der freien Jugendhilfe liegt der Schwerpunkt des Angebots größtenteils in Hessen. So plant der Wohlfahrtsverband die Gründung einer Naturkita in Groß-Gerau sowie einer Kita in Frankfurt am Main. Darüber hinaus bestehen Regionalvereine auf Landesebene in Berlin, Nordrhein-Westfalen und Thüringen.

## Auszeichnung
An-Nusrat ist durch den Stifterverband für die Deutsche Wissenschaft für ein Bildungsprojekt als Bildungsort des Jahres 2021 ausgezeichnet worden.